# Safia clearos
Safia clearos là một loài bướm đêm trong họ Noctuidae.